# Sălcud, Mureș

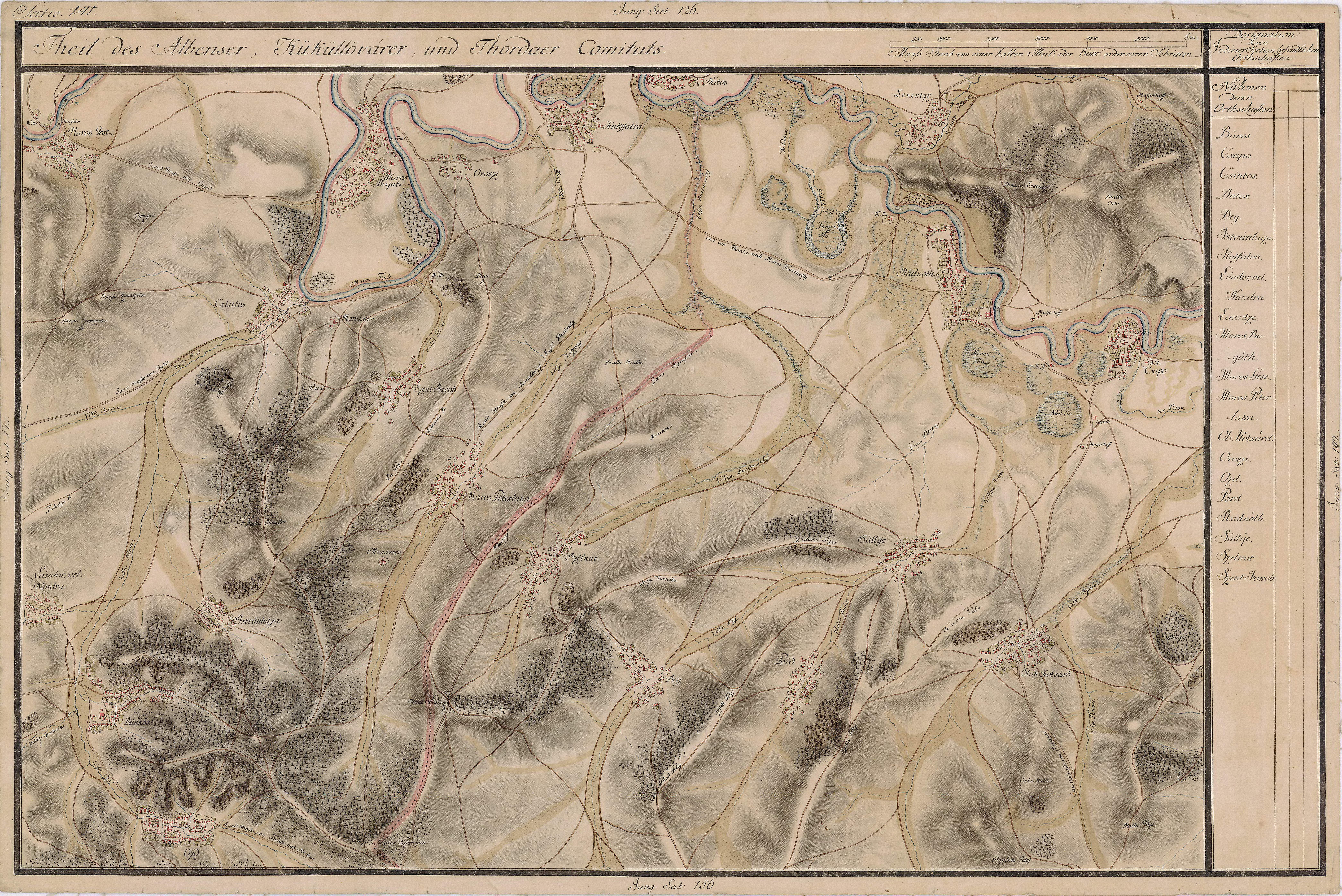
Sălcud în Harta Iosefină a Transilvaniei, 1769-1773

Sălcud (în maghiară Szélkút, în trad. Fântâna vântului) este un sat ce aparține orașului Iernut din județul Mureș, Transilvania, România.

## Istoric
Prima atestare documentară a satului este din 1332.

## Populație
Conform Recensământului din anul 2022 populația localității era de 491 locuitori în scădere față de cei 652 locuitori înregistrați la ultimul recensământ.

## Imagini

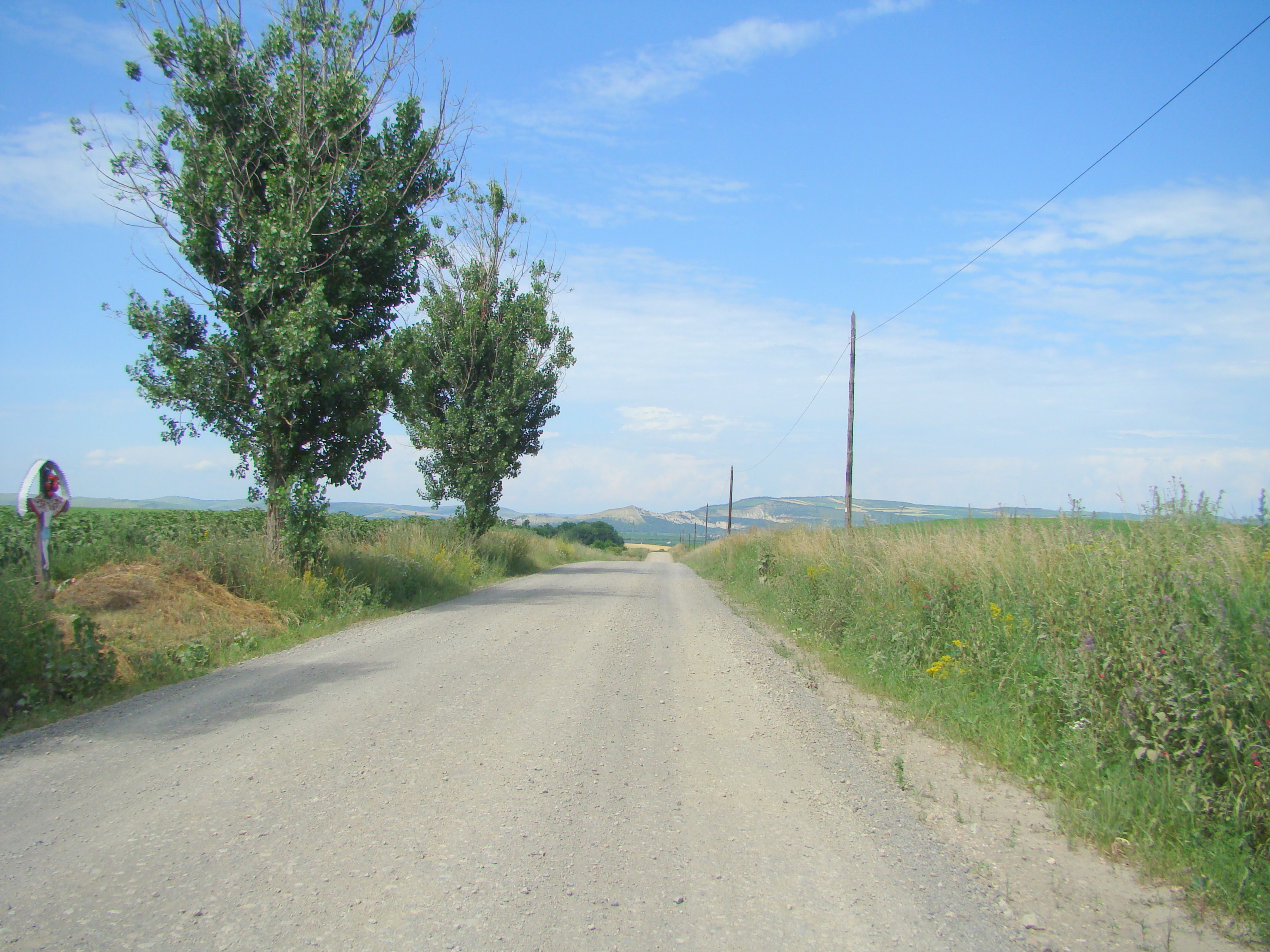
DC 86 Iernut-Sălcud
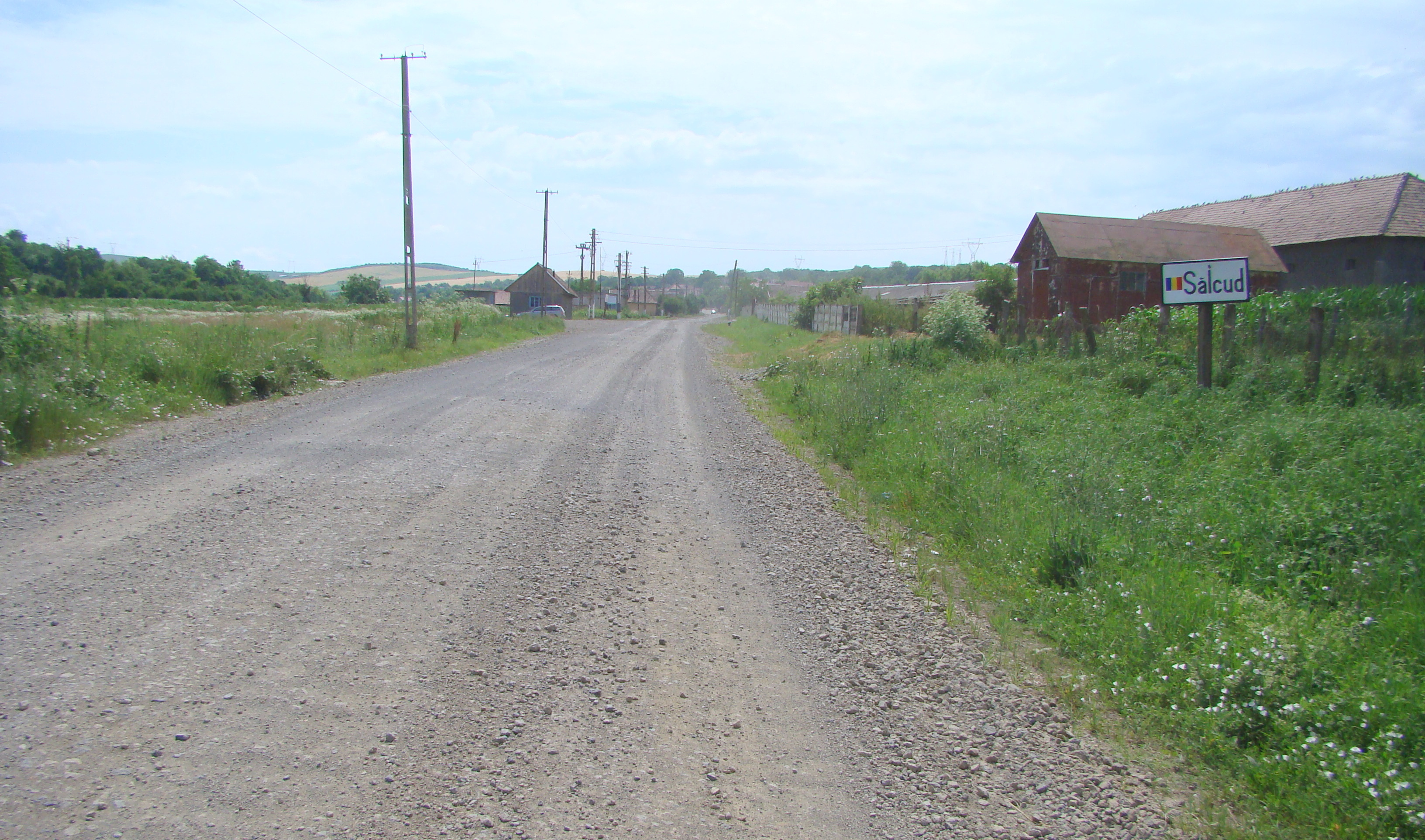
Intrarea în localitate
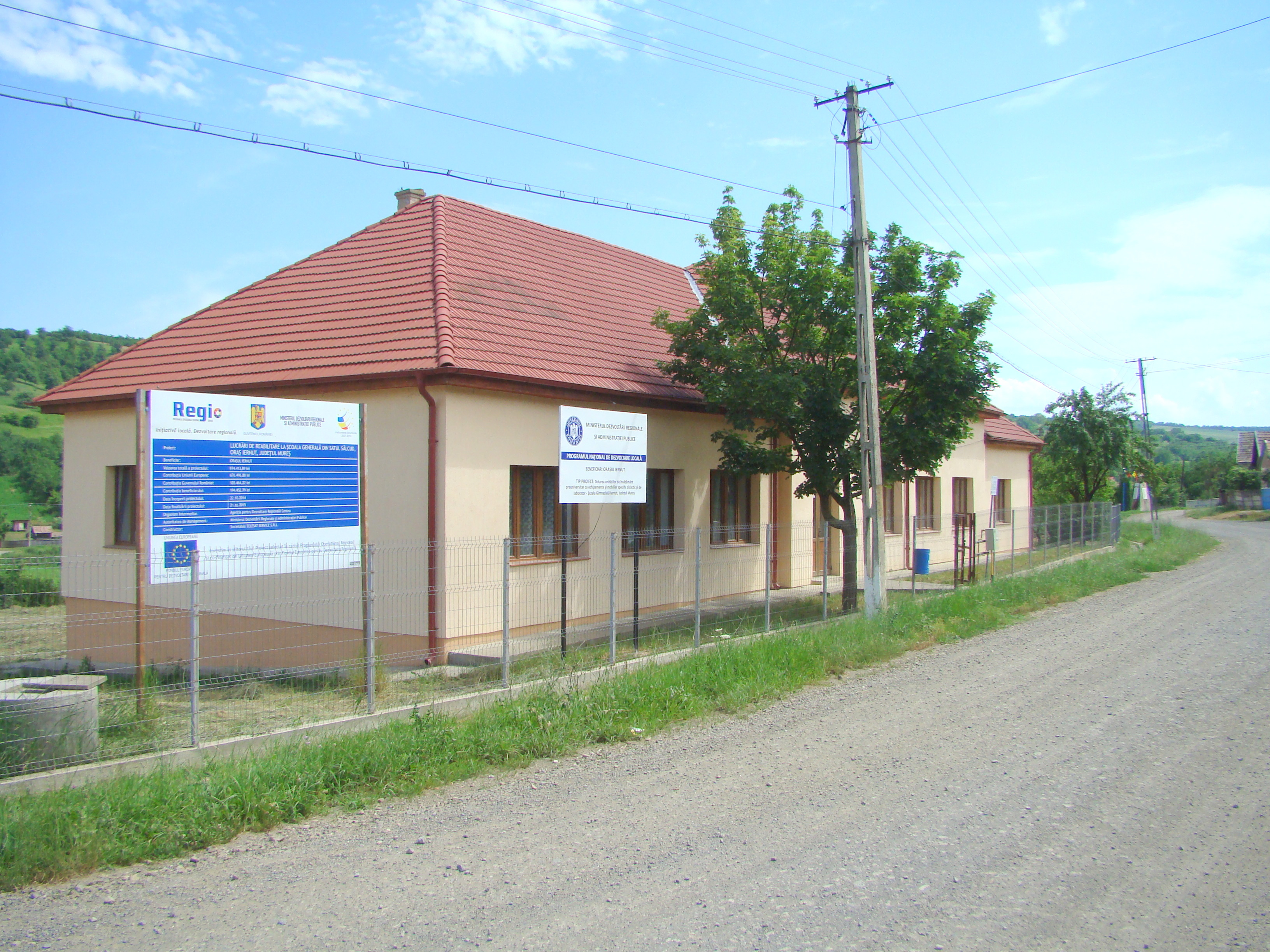
Școala
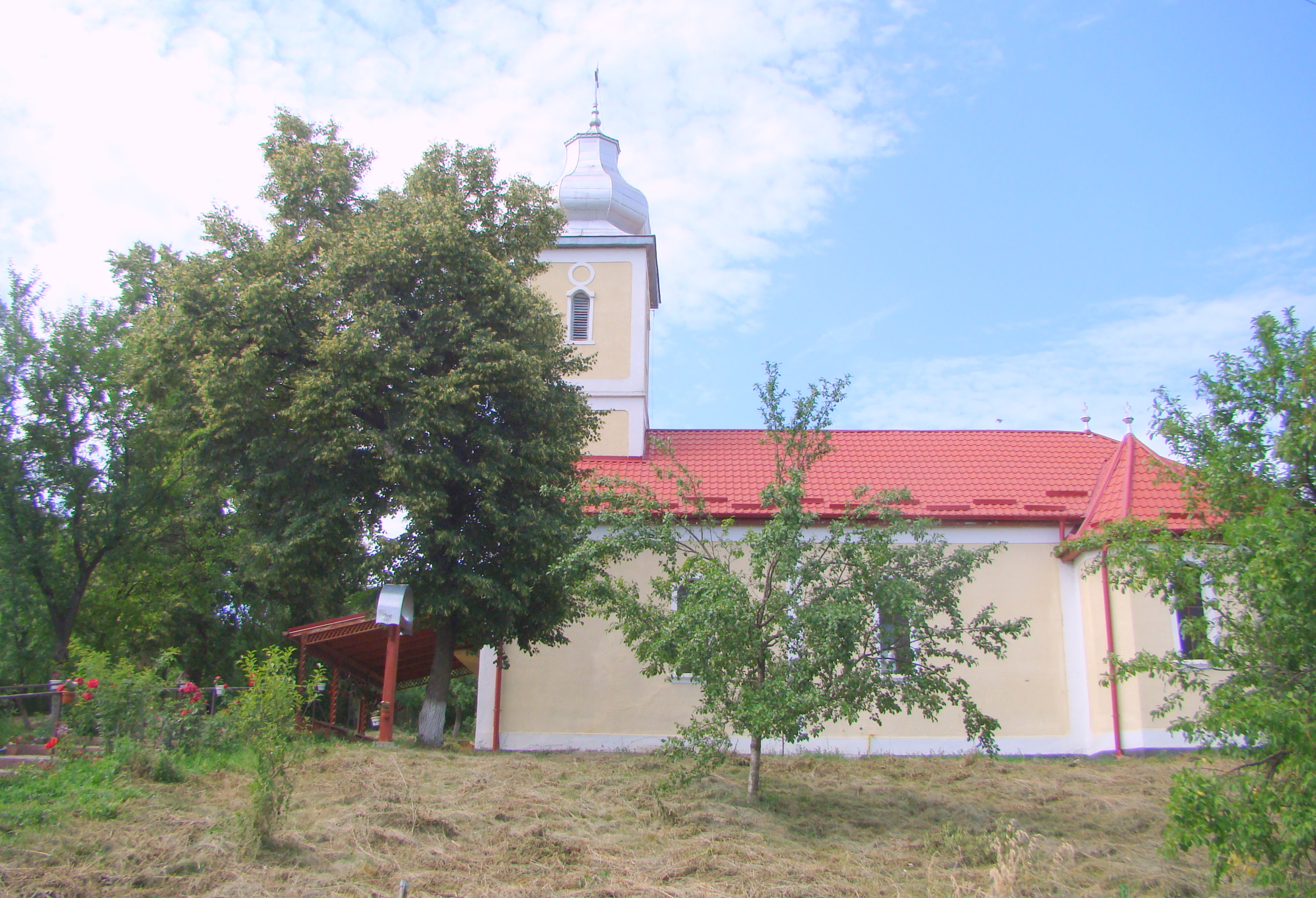
Biserica ortodoxă
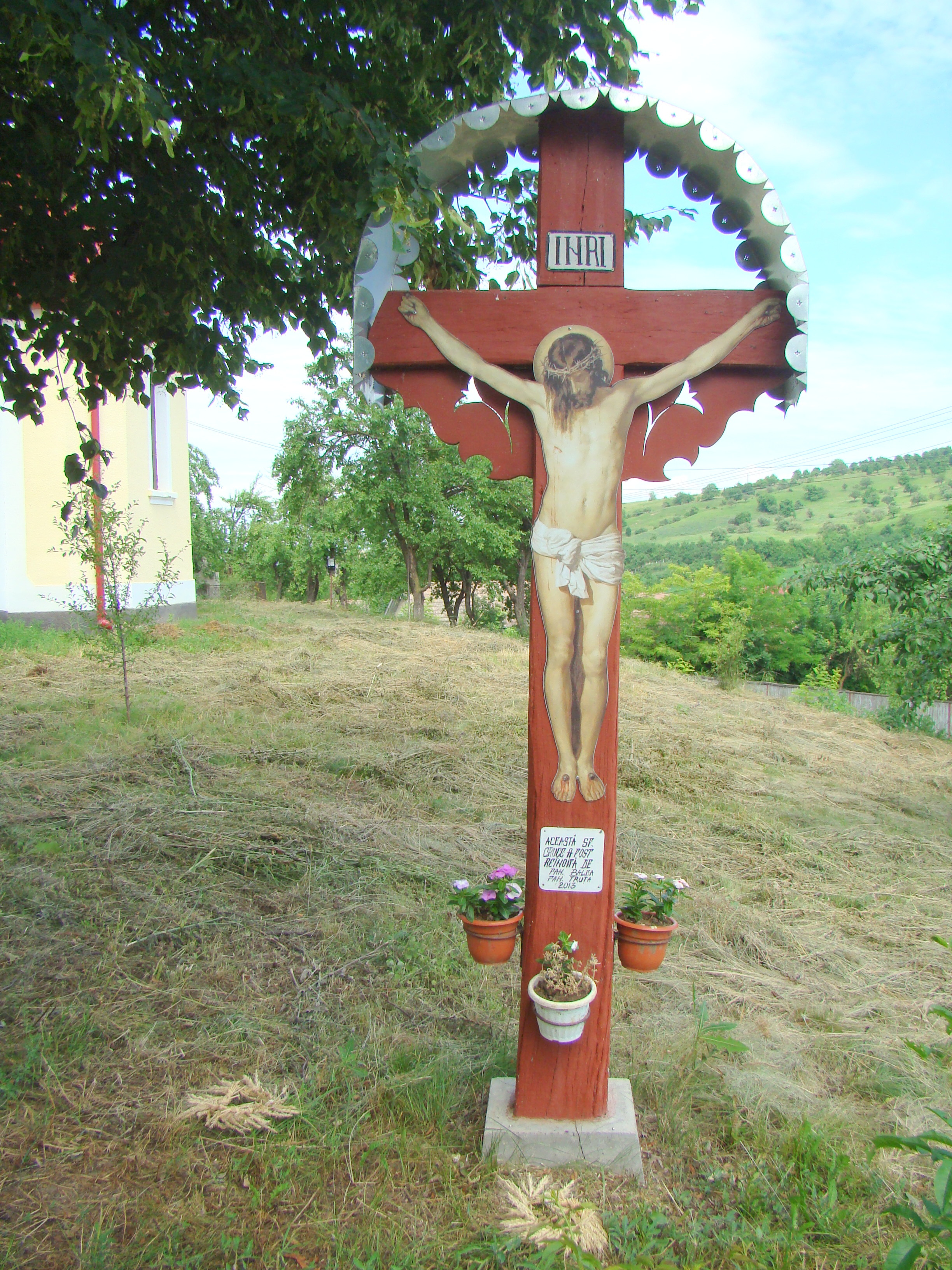
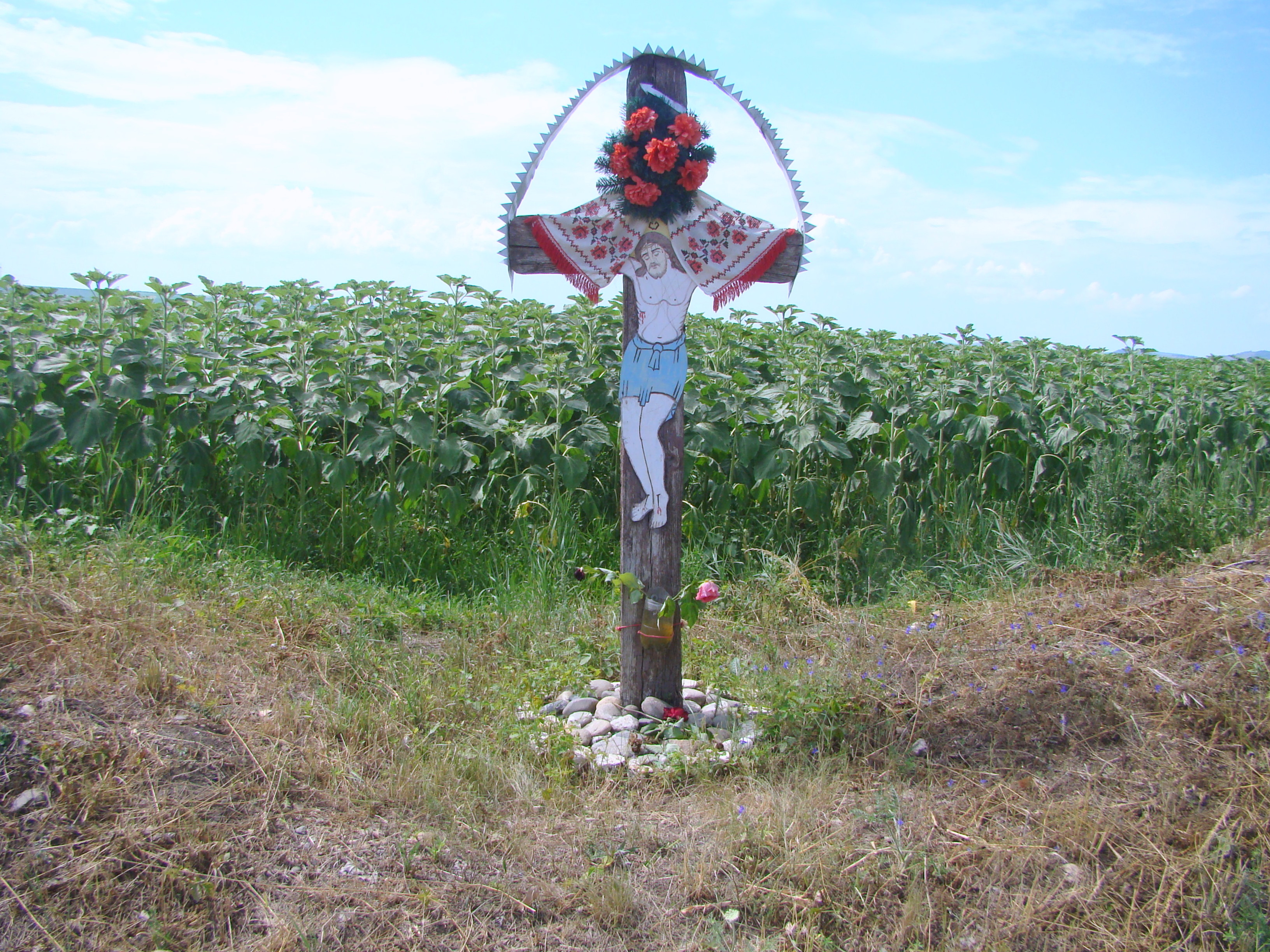
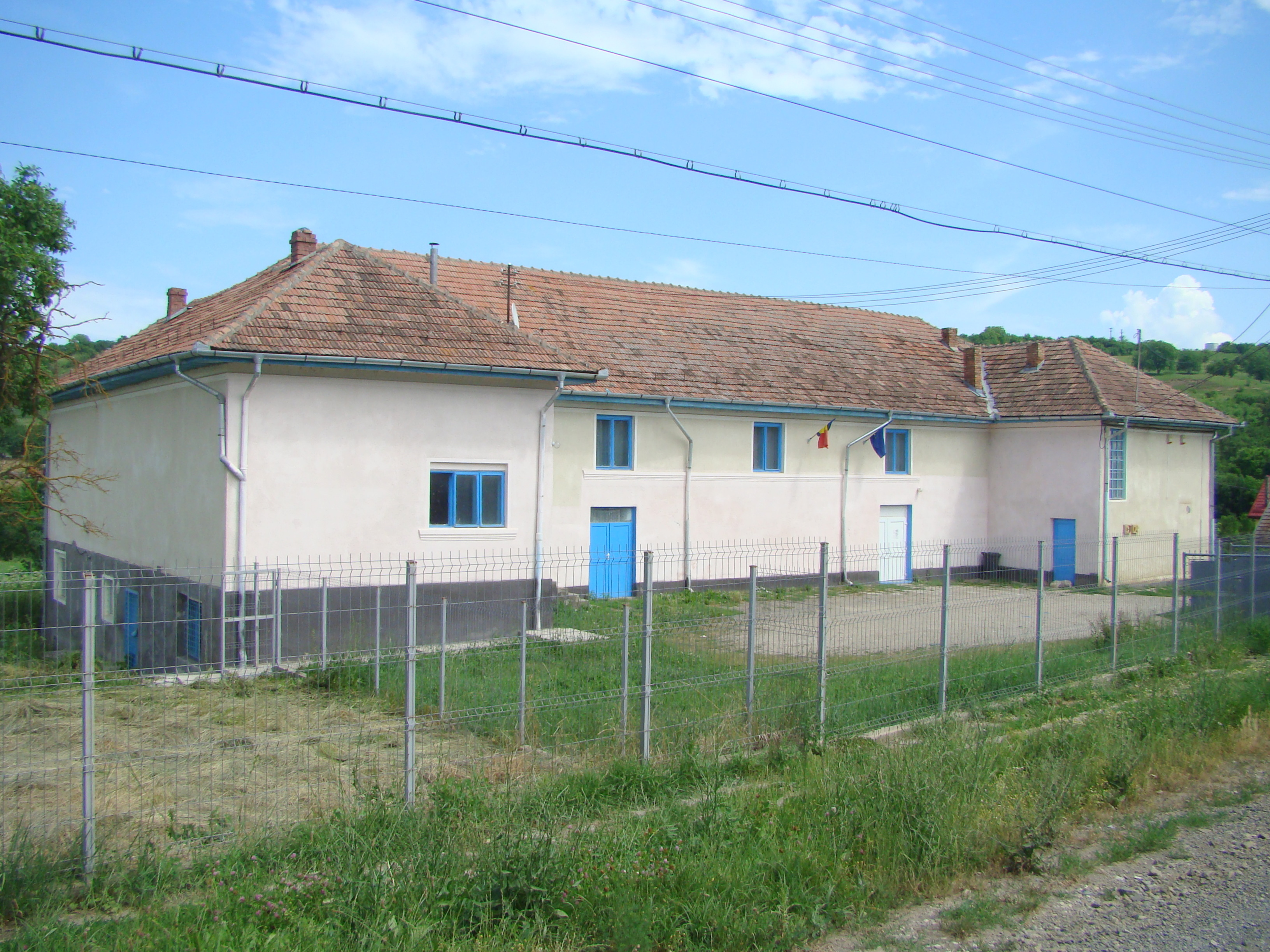
Căminul cultural
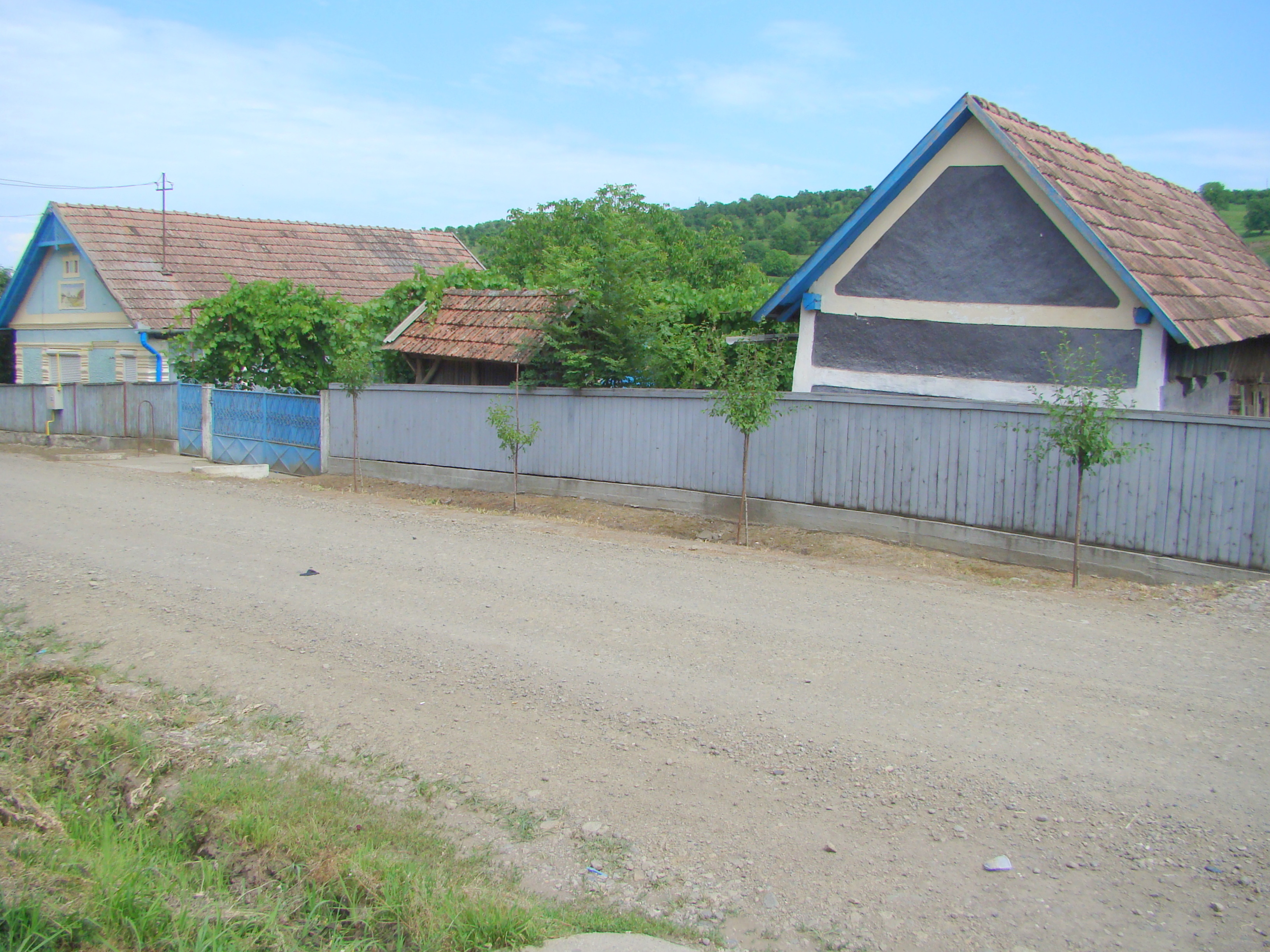
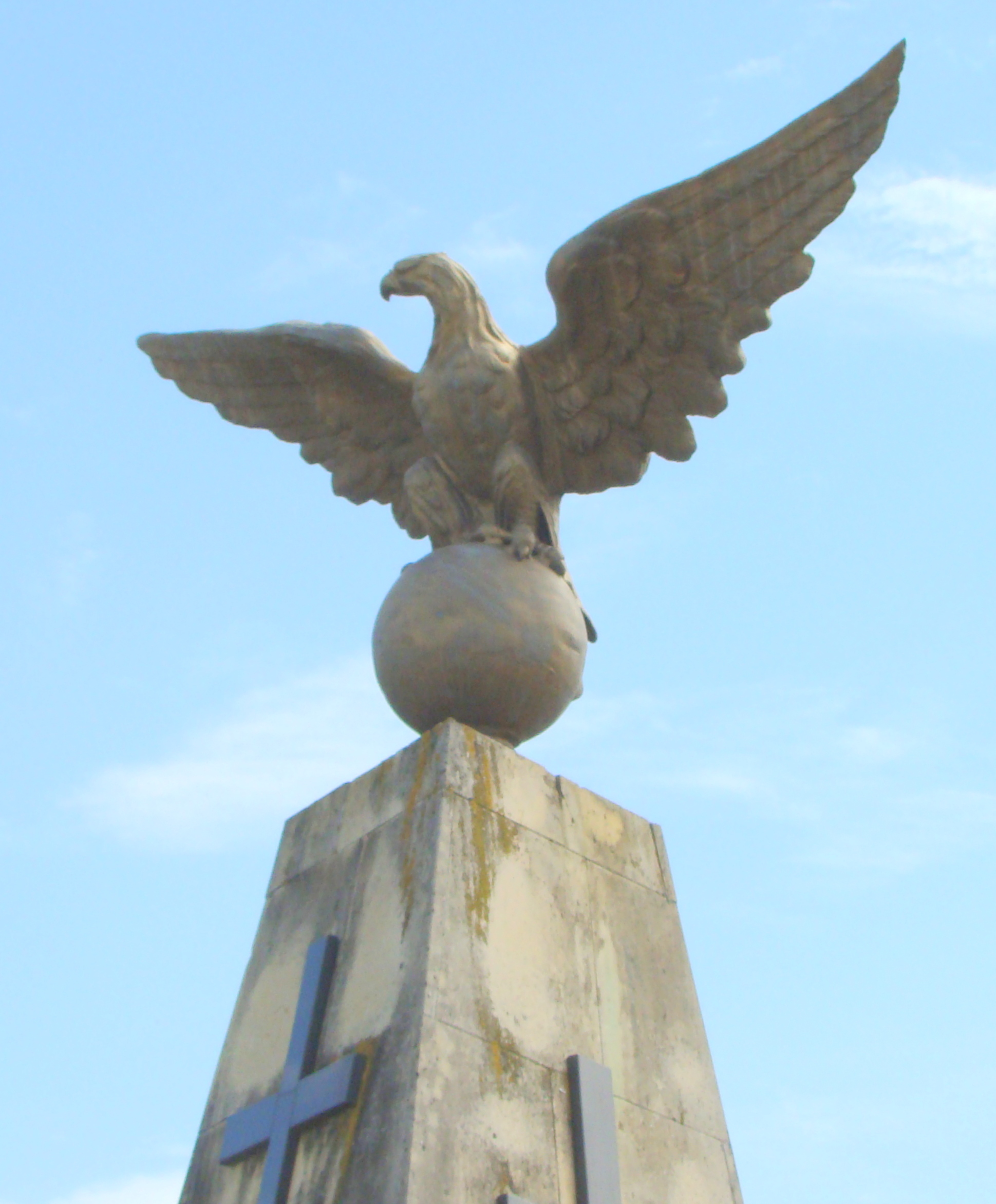
Monumentul eroilor (detaliu)
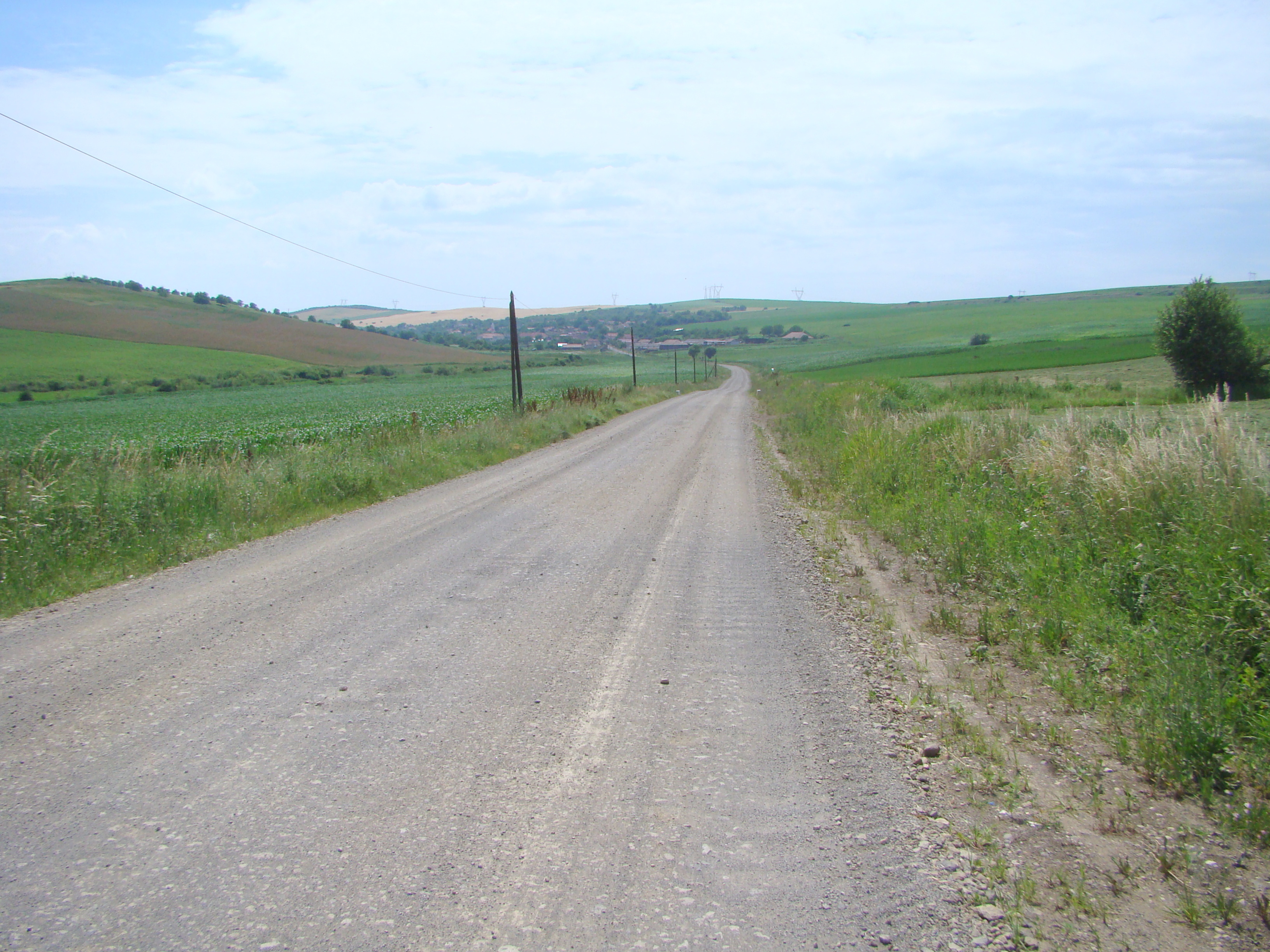

1. ↑  Coriolan Suciu (1968). „Dicționar istoric al localităților din Transilvania (literele O-Z)” (PDF). Accesat în 6 martie 2024.